# María Ángela Nieto
María Ángela Nieto Toledano (Madrid, 1 de marzo de 1960) es una científica española, doctora en Bioquímica y Biología Molecular, que desarrolla su labor en el Instituto de Neurociencias de Alicante —centro mixto del Consejo Superior de Investigaciones Científicas (CSIC) y la Universidad Miguel Hernández de Elche (UMH).

## Trayectoria profesional
Se doctoró por la Universidad Autónoma de Madrid en 1987 por su trabajo en interacciones proteínas ácidos nucleicos (CBM SO CSIC-UAM, siendo su director de Tesis Enrique Palacián). 
En 1988, se trasladó al Instituto de Investigaciones Biomédicas AS en Madrid para estudiar muerte celular programada con Abelardo-López-Rivas. 
En 1989, se unió al National Institute for Medical Research en Londres para trabajar con David Wilkinson en el aislamiento de genes implicados en el desarrollo del sistema nervioso. En 1993 consiguió una posición de Científico Titular (CSIC) en el Instituto Cajal de Madrid, y desde entonces dirige un grupo interesado en los movimientos celulares durante el desarrollo embrionario y las patologías el adulto. Caracterizaron la familia Snail de factores de transcripción, mostrando su papel crucial en la inducción de la transición epitelio-mesénquima (EMT) en embriones (1992-1994; i.e. Science 1994). Ya este trabajo sugería que la reactivación de Snail podría estar implicada en la delaminación de células cancerosas del tumor primario.
En 2000, con  Amparo Cano, mostraron que Snail es un potente represor de la E-cadherina, confiriendo propiedades migratorias y activándose en el frente de invasión tumoral (Nat Cell Biol., 2000). Este estudio contribuyó al inicio del campo Snail-EMT-cáncer identificado por ISI como "Emerging Research Front" en Molecular Medicine1 En 2000, fue promocionada a Investigador Científico Directora del Departamento de Neurobiología del Desarrollo y elegida EMBO member. Su grupo encontró después que Snail regula el ciclo celular y confiere resistencia a la muerte, favoreciendo la migración frente a la división celular y confiriendo ventaja a las células embrionarias y tumorales para alcanzar territorios distantes y formar tejidos o metástasis, respectivamente (Genes & Dev, 2004). 
Fue promocionada a Profesor de Investigación en 2004 y ese año se trasladó con su grupo a Alicante, al Instituto de Neurociencias (CSIC-UMH). Allí han encontrado que la reactivación de Snail en el riñón adulto es suficiente y necesaria para inducir fibrosis y fallo renal, y que su bloqueo puede revertir la fibrosis inducida en varios modelos animales, lo que ha permitido proponer una nueva terapia antifibrótica (EMBO J., 2006; Nature Medicine, 2015). Snail tiene también un papel prominente en el desarrollo y la homeostasis de los huesos, y su expresión desregulada da lugar a acondroplasia (la forma más común de enanismo en humanos, Dev. Cell, 2007) y a una mineralización deficiente en adultos (osteomalacia, EMBO J., 2009). Con respecto a la progresión del cáncer, han mostrado que la EMT es un proceso dinámico y reversible, necesario para la diseminación de células tumorales, pero que debe reprimirse para la formación de metástasis (Cancer Cell, 2012), cambiando el concepto para el diseño de terapias anti-metastásicas basadas en la EMT (Science, 2013). Volviendo a los procesos fundamentales del desarrollo embrionario, su grupo ha mostrado que la represión mutua entre Snail y otro factor de transcripción (Sox3) define los territorios embrionarios asegurando la formación del sistema nervioso (Dev. Cell, 2011) y en 2017, han descrito el mecanismo que posiciona el corazón durante el desarrollo embrionario (Nature, 2017), permitiendo entender mejor ciertas malformaciones congénitas. 
La EMT fue aceptada desde el inicio por los biólogos del desarrollo pero no tanto por los oncólogos. Sin embargo, ahora se ha convertido en uno de los principales temas de investigación en cáncer (discutido en Nieto, Ann. Rev. Cell Dev. Biol., 2011 y Nieto et al, Cell, 2016). 
La contribución principal de sus investigaciones es el estudio de la transición epitelio-mesénquima durante el desarrollo embrionario y su activación aberrante en diversas patologías del adulto. 
Además de su trabajo como Directora del Grupo de Movimientos Celulares en Fisiología y Patología del Instituto de Neurociencias, CSIC-UMH Alicante, compagina esta labor con otros cargos en diversas instituciones tanto públicas como privadas, entre las que podemos destacar:
- Presidenta de la International Society for Developmental Biologists  (ISDB)
- Delegada Científica por España en el European Molecular Biology laboratory (EMBL) and the European Molecular Biology Conference (EMBC).
- Miembro del Board of Directors of the International Society of Differentiation
- Miembro de la European Molecular Biology Organization (EMBO)
- Miembro de la Academia Europea (Academia Europaea)
- Miembro del Comité Científico y Técnico de la Agencia Estatal de Investigación (AEI)
- Miembro del Alto Consejo Consultivo de la Generalidad Valenciana.
- Miembro del Comité Científico del Institut Curie. Paris; del Institut de Genomique Fonctionelle (IGFL), Lyon; del Institut Biologie du Développement (Marsella); del Dept. Cell & Dev. Biol., Universidad de Dundee, UK; del Centro Nacional de Investigaciones Oncológicas (CNIO); del Centro de Regulación Genómica (CRG), Barcelona; de “Constantes y Vitales”, A3media TV
- Miembro vocal del Comité Asesor de Infraestructuras Singulares (CAIS)-Mineco (Consejo de Política Científica, Tecnológica y de Innovación), Madrid.
- Miembro de los Comités Editoriales de EMBO J, Trends in Genetics; Current Opinion in Genetics and Development, Mechanisms of Development, Gene Expression Patterns e Int. J. Dev. Biol

## Premios y reconocimientos
- 2004: Premio de la Fundación Carmen y Severo Ochoa
- 2005: Premio Francisco Cobos a la Investigación Biomédica
- 2006: Premio Alberto Sols a la Mejor Labor Investigadora
- 2008: Conferencia L´Oréal-UNESCO Congreso SEBBM
- 2009: Rey Jaime I en Investigación Básica[3]
- 2015: Distinción al mérito científico en los Premios 9 de Octubre (Generalidad Valenciana)[4]
- 2016: Premio a la Investigación Básica en Nefrología; Fundación Renal IAT
- 2017: Premio Rotary Club Alicante
- 2017: Premio México 2017 de Ciencia y Tecnología otorgado por el Gobierno de México, a investigadores que hayan contribuido de manera significativa al conocimiento científico universal, distinguiéndose por el impacto internacional de sus aportaciones, además de consolidar una línea de investigación en la formación de recursos humanos en los campos de la ciencia y la tecnología. Busca también estimular el vínculo entre la comunidad científica de México y el Caribe, España, Portugal, Centro y Sudamérica.
- 2018: Premio de la Fundación Lilly a la Investigación Biomédica Preclínica.[5]
- 2018: Premio a la Investigación del Cáncer 2018, otorgado por la Asociación Española de Investigación sobre el Cáncer.[6]
- 2018: Premio Alberto Sols al mejor trabajo científico 2016-2017
- 2019: Premio IMPORTANTES del Diario Información.
- 2019: El Premio Nacional de Investigación ‘Santiago Ramón y Cajal’ de Biología, el premio  le ha sido concedido por el estudio de la transición epitelio-mesénquima, proceso biológico fundamental en la comprensión del origen del cáncer y las enfermedades degenerativas del envejecimiento.[7]
- 2021: Premio Internacional L'Oréal-UNESCO a Mujeres en Ciencia, en representación de Europa, por sus descubrimientos fundamentales sobre el modo en que las células cambian de identidad en el curso del desarrollo embrionario, que han abierto el camino para el desarrollo de enfoques terapéuticos nuevos en el marco del tratamiento del cáncer y su propagación a otros tejidos.[8][1][2]

## Publicaciones
Como la mayoría de los investigadores sus publicaciones son muy variadas, tanto en número como en tipo, pasando de trabajos originales a revisiones, colaboración en capítulos de obras colectivas, o colaboraciones en prensa. De entre ellas podemos señalar:
- Nieto, M.A., Sargent, M., Wilkinson, D.G. and Cooke, J. (1994) Control of cell behavior during vertebrate development by Slug, a zinc-finger gene. Science 264, 836-840.
- Cano, A., Pérez, M. A., Rodrigo, I., Locascio, A., Blanco, M. J., Del Barrio, M. G., Portillo, F. and Nieto, M. A. (2000). The transcription factor Snail controls epithelial-mesenchymal transitions by repressing E-cadherin expression. Nature Cell Biol. 2, 76-83.
- Nieto, M. A. (2002). The Snail superfamily of zinc finger transcription factors. Nature Rev. Mol. Cell Biol. 3, 155-166.
- Locascio, A., Manzanares, M., Blanco, M.J. and Nieto, M.A. (2002). Modularity and reshuffling of Snail and Slug expression during vertebrate evolution. Proc. Natl. Acad. Sci. USA. 99, 16841-16846.
- Vega, S., Morales, A.V., Ocaña, O., Valdés, F., Fabregat, I. and Nieto, M.A. (2004). Snail blocks the cell cycle and confers resistance to cell death. Genes Dev. 118, 1131-1143.
- Boutet, A., De Frutos, C.A., Maxwell, P.H., Mayol, M.J., Romero, J. and Nieto, M.A. (2006). Snail activation disrupts tissue homeostasis and induces fibrosis in the adult kidney. EMBO J. 25, 5603-5613.
- De Frutos, C.A., Vega, S., Manzanares, M., Flores, J.M., Huertas, H., Martínez-Frías, M.L. and Nieto M.A. (2007). Snail 1 is a transcriptional effector of FGFR3 signaling during chondrogenesis and achondroplasias. Dev. Cell 13, 872-883.
- De Frutos, C.A., Dacquin, R., Vega, S., Jurdic, P., Machuca-Gayet, I. and Nieto, M.A. (2009). Snail1 controls bone mass by regulating Runx2 and VDR expression during osteoblast differentiation. EMBO J. 28, 686-696.
- Acloque, H., Ocaña, O.H., Matheu, A., Rizzoti, K., Wise,C., Lovell-Badge, R. and Nieto, M.A. (2011). Reciprocal repression between Sox3 and Snail transcription factors defines embryonic territories at gastrulation. Dev. Cell 21, 546-558.
- Ocaña, O.H., Córcoles, R., Fabra, A., Moreno-Bueno, G., Acloque, H., Vega, S., Barrallo-Gimeno, A., Cano, A. and Nieto, M.A. (2012). Metastatic colonization requires the repression of the epithelial-mesenchymal transition inducer Prrx1. Cancer Cell 22, 709-724.
- Mingot, J.M., Vega, S., Cano, A., Portillo, F. and Nieto, M.A. (2013). eEF1A mediates the nuclear export of SNAG-containing proteins via the Exportin5-aatRNA complex. Cell Rep. 5, 727-737.
- Grande, M.T., López-Blau, C., Sánchez-Laorden B.L., De Frutos, C.A., Boutet, A., Arévalo, M., Rowe, G., Weiss, S. J., López-Nova, J.M. and Nieto, M.A. (2015). Snail1-induces partial epithelial-to-mesenchymal transition drives renal fibrosis in mice and can be targeted to reverse established disease. Nature Med. 21, 989-997.
- Nieto, M.A., Huang R Y-J, Jackson, R.A. and Thiery, J.P. EMT: 2016. Cell 2016 166, 21-45.
- Ocaña, O.H., Coskun, H., Minguillón, C., Murawala, P., Tanaka, E.M., Galcerán, J., Muñoz-Chapuli, R. and Nieto, M.A. (2017) A right-handed signalling pathway drives heart looping in vertebrates. Nature 2017 549, 86-90.